# Звернення ВУЦВК та РНК УСРР 1920
Звернення ВУЦВК та РНК УСРР до усіх народів і урядів про мирну політику українського радянського уряду 1920.
Прийняте 19 лютого 1920. У зверненні ВУЦВК та РНК УСРР, утворені на Третьому Всеукраїнському з'їзді рад 1919 (березень 1919), повідомляли про відновлення своєї діяльності та про припинення існування Всеукраїнського революційного комітету. Робітничо-селянський уряд України складався з представників КП(б)У, Української комуністичної партії (боротьбистів) та Української партії лівих соціалістів-революціонерів (борбистів). Повідомлялося про початок його роботи зі скликання Четвертого Всеукраїнського з'їзду рад, який мав сформувати остаточний склад уряду й виробити заходи, спрямовані на відбудову народного господарства. Радянський уряд УСРР заявляв про своє рішення "охороняти незалежність і недоторканність" республіки, висловлював бажання "жити в мирі з усіма народами і державами", закликав їх до встановлення економічних і дипломатичних стосунків з УСРР.
Підписали звернення голова ВУЦВК Г.Петровський, голова РНК УСРР Х.Раковський та ін. члени уряду.